# Sœurs de Saint François des communautés Neumann
Les sœurs de Saint François des communautés Neumann sont une congrégation religieuse féminine de droit pontifical née d'une fusion de différents instituts le 11 juillet 2004.

## Historique
- En 1855, Jean Népomucène Neumann donne l'habit religieux à trois compagnes qui fonde les sœurs de Saint François de Philadelphie. La congrégation donne naissance aux franciscaines de Syracuse en 1860 et aux franciscaines de Buffalo en 1863 puis une scission avec Buffalo donne les sœurs de saint François de l'Immaculée Conception de Hastings-on-Hudson. En 1997, les congrégations de Syracuse, Buffalo et Hastings qui ont des racines communes se rencontrent et pendant quatre ans, un groupe de travail planifie un projet de fusion. En 2003, la congrégation diocésaine des franciscaines missionnaires du Divin Enfant fusionnent avec les franciscaines de Buffalo. La fusion a lieu le 11 juillet 2004. En 2007, les sœurs de saint François de Millvale fusionnent avec elles[1].

- Les sœurs franciscaines de Syracuse. En 1858, John McCloskey, évêque d'Albany, confie aux frères mineurs conventuels des paroisses dans les villes d'Utica et de Syracuse. Pour enseigner dans les écoles paroissiales, les frères demandent à l'évêque de Philadelphie, Neumman, d'envoyer quelques sœurs de la congrégation qu'il a fondées. En 1860, une communauté de religieuses dirigée par Bernardine Dorn quitte Philadelphie et s'installe à Syracuse. en 1861, Mgr McCloskey rend autonome les sœurs de Syracuse et leur donne de nouvelles constitutions basées sur celles des franciscaines missionnaires d'Assise. Sous la direction de Marianne Cope, l'institut s'ouvre à l'activité missionnaire et en 1883 un groupe de religieuses part pour Hawaï. La congrégation s'agrège aux frères Mineurs Conventuels, reçoit le décret de louange le 21 juillet 1914 et ses constitutions sont définitivement approuvées par le Saint-Siège le 17 février 1936. Les sœurs se dédiaient à l'enseignement, géraient des hôpitaux et des maisons de retraite ainsi que des centres de retraite spirituelle.

- Les sœurs du Tiers-Ordre régulier de saint François de Buffalo, congrégation pontificale fondée par Marguerite Boll en 1863 par la scission avec les sœurs franciscaines de Philadelphie, elles donnent elles-mêmes naissance aux franciscaines de Pittsburgh en 1866 et aux sœurs de saint François de l'Immaculée Conception en 1893, les sœurs étaient enseignantes et pratiquaient l'adoration eucharistique dans la maison-mère à Williamsville[2].

- - Les franciscaines missionnaires du Divin Enfant, congrégation diocésaine fondée le 15 août 1927 à Williamsville par le Révérend William Turner pour enseigner le catéchisme dans les écoles et par les visites dans les foyers, l'institut fusionne en 2003 avec les franciscaines de Buffalo[3].

- Les sœurs de saint François de l'Immaculée Conception fondé à Hastings-on-Hudson sur la demande du père John Christopher Drumgoole (en) pour le soins des enfants abandonnés. La congrégation devient indépendante de Buffalo en 1893. Les sœurs s'occupaient des enfants en crèches, écoles, hôpitaux et maisons de convalescence[4].